# Home Plate
Home Plate is het vijfde album van Bonnie Raitt. Het werd uitgebracht in 1975 en de stijl lijkt erg op die van het voorgaande album, Streetlights (1974). Op dit album werd ze bijgestaan door onder meer Emmylou Harris en Jackson Browne.
Het album eindigde op nummer 43 in de Pop Albums-hitlijst van het Amerikaanse tijdschrift Billboard.

## Tracklist
1. "What Do You Want the Boy to Do?" (Toussaint) – 3:19
2. "Good Enough" (Hall, Hall) – 2:56
3. "Run Like a Thief" (Souther, Souther) – 3:02
4. "Fool Yourself" (Tackett) – 3:04
5. "My First Night Alone Without You" (Vassy) – 3:07
6. "Walk Out the Front Door" (Jordan, Stock) – 3:09
7. "Sugar Mama" (Clark) – 3:45
8. "Pleasin' Each Other" (Payne, Tate) – 3:44
9. "I'm Blowin' Away" (Kaz) – 3:25
10. "Your Sweet and Shiny Eyes" (O'Bryne, O'Byrne) – 2:47

## Muzikanten
- Bonnie Raitt - gitaar, elektrische gitaar, zang, slidegitaar
- Harry Bluestone - concertmeester
- George Bohannon - trombone, baritonsax, bastrompet
- Jackson Browne - achtergrondzang
- Rosemary Butler - achtergrondzang
- Vanetta Fields - achtergrondzang
- Freebo - basgitaar, gitaar, tuba, achtergrondzang, gitarron, fretloze bas
- Jim Gordon - baritonsax
- Debbie Greene - achtergrondzang
- John Kingsley Hall - gitaar, elektrische gitaar
- Emmylou Harris - achtergrondzang
- John Herald - achtergrondzang
- Dick Hyde - trombone, trompet, bastrompet
- Richard Hyde - hoorn
- Jerry Jumonville - tenorsax
- Jeff Labes - keyboard
- Maxayn Lewis - achtergrondzang
- Gary Mallaber - drums
- Will McFarlane - gitaar, elektrische gitaar
- Robbie Montgomery - achtergrondzang
- Bill Payne - accordeon, keyboard, zang
- Jeff Porcaro - percussie
- Joe Porcaro - percussie
- Greg Prestopino - achtergrondzang
- Terry Reid - achtergrondzang
- John Sebastian - autoharp, harp
- William D. "Smitty" Smith - piano, keyboard
- J.D. Souther - achtergrondzang
- Fred Tackett - synthesizer, steelstringgitaar, gitaar, mandoline, keyboard, 12-snarige gitaar, Fender Rhodes
- Willow VanDer Hoek - achtergrondzang
- Tom Waits - achtergrondzang
- Dennis Whitted - drums
- Jai Winding - piano, keyboard, clavinet